# Іст-Палестін (Огайо)
Іст-Палестін (англ. East Palestine) — селище (англ. village) в США, в окрузі Коламбіана штату Огайо. Населення — 4761 особа (2020).

## Географія
Іст-Палестін розташований за координатами 40°50′21″ пн. ш. 80°32′48″ зх. д. / 40.83917° пн. ш. 80.54667° зх. д. (40.839065, -80.546606).  За даними Бюро перепису населення США в 2010 році селище мало площу 8,16 км², уся площа — суходіл.

## Демографія
Згідно з переписом 2010 року, у місті мешкала 4721 особа в 1898 домогосподарствах у складі 1282 родин. Густота населення становила 578 осіб/км².  Було 2125 помешкань (260/км²).
Расовий склад населення:
| - 98,2 % — білих - 0,3 % — азіатів - 0,2 % — чорних або афроамериканців - 0,1 % — корінних американців |

До двох чи більше рас належало 0,7 %. Частка іспаномовних становила 0,9 % від усіх жителів.
За віковим діапазоном населення розподілялося таким чином: 23,1 % — особи молодші 18 років, 60,4 % — особи у віці 18—64 років, 16,5 % — особи у віці 65 років та старші. Медіана віку мешканця становила 40,7 року. На 100 осіб жіночої статі у місті припадало 96,2 чоловіків;  на 100 жінок у віці від 18 років та старших — 91,2 чоловіків також старших 18 років.
Середній дохід на одне домашнє господарство  становив 50 573 долари США (медіана — 39 622), а середній дохід на одну сім'ю — 59 487 доларів (медіана — 48 125). Медіана доходів становила 39 861 долар для чоловіків та 30 488 доларів для жінок. За межею бідності перебувало 17,3 % осіб, у тому числі 22,6 % дітей у віці до 18 років та 9,8 % осіб у віці 65 років та старших.
Цивільне працевлаштоване населення становило 2094 особи. Основні галузі зайнятості: виробництво — 18,8 %, освіта, охорона здоров'я та соціальна допомога — 17,2 %, будівництво — 11,9 %, роздрібна торгівля — 10,6 %.